# 青岭满族乡
青岭满族乡是中华人民共和国黑龙江省哈尔滨市双城区下辖的一个民族乡，位于双城市东南。

## 行政区划
青岭满族乡下辖以下村级行政区划单位：
青岭村、庆北村、万解村、延放村、军星村、群利村、益利村、益胜村和兴民村。